# Faustino (mártir)
San Faustino (Brescia, ? – ibíd., ca. 122) fue un presbítero y mártir galorromano. De familia noble bresciana, fue hermano de san Jovita, diácono y mártir.
Según la tradición de Brescia, ambos hermanos —varones ambos, aunque el nombre del segundo ha llevado a la confusión— eran caballeros y se iniciaron en la carrera de las armas. Se bautizaron y fueron llamados después al sacerdocio por Apolonio, obispo de Brescia.  Faustino y Jovita predicaron valientemente el cristianismo, cuando el obispo de la ciudad se había escondido por temor a la persecución. Su celo en la predicación excitó la furia de los paganos. Un noble local pagano les prendió, siendo torturados y enviados a Milán, Roma y Nápoles, de donde volvieron finalmente a Brescia. A lo largo de su recorrido, los santos consiguieron bautizar a una multitud de gente. Como ni las torturas ni las amenazas consiguieron doblegarlos, el emperador Adriano, que se hallaba de paso en Brescia, ordenó que fueran decapitados. 
Las numerosas “Actas” de estos dos hermanos santos tiene un carácter legendario. Se podrían cuestionar casi todos los hechos que se les atribuyen, excepto los de su existencia y martirio, que están bien atestiguados por su inclusión en varios de los primeros martirologios y el extraordinario culto existente en Brescia, su ciudad natal, en la que desde los primeros siglos han sido sus primeros patronos.
Roma, Bolonia, Verona y Brescia se atribuyen la posesión de sus reliquias de los dos hermanos mártires, cuyo culto está asociado. Brescia los tiene por patronos, celebrándose su fiesta el 15 de febrero. En contraposición de San Valentín, se le considera patrón de las personas solteras.
No debe ser confundido con San Faustino, obispo de Brescia (siglo IV) ni con un tercer San Faustino, también mártir y hermano de Santa Beatriz y San Simplicio (siglo IV).

En la tradición moderna, Faustino (también conocido como Faustine) se considera el «anti-San Valentín» (aunque, en realidad, protege a las personas solteras por elección y a las que no tienen pareja porque evitan las relaciones malsanas y esperan a las personas con las que pueden tener relaciones sanas).
Hay muchas razones para esta posición contraria:
1) El hecho de que sus martirios se produzcan con un día de diferencia (en el caso de Brescia, entre el 120 y el 134 d. C.). mientras que la patrona de las parejas murió en el 273 d. C.);
2) los nombres de los patronos son los mismos en las distintas lenguas (Valentín-Faustín, Valentín-Faustina, Valentino-Faustino, etc.);
3) la etimología latina del nombre Faustinus, que se considera auspicioso. Las personas solteras que aún buscan el amor miran a San Faustinus como su patrón y protector, y con una buena dosis de paciencia esperan un futuro encuentro.
Por eso los solteros lo celebran el 15 de febrero.